# Artéria descendente anterior esquerda

Na circulação coronária, a artéria descendente anterior esquerda é uma ramificação da artéria coronária esquerda. A sua função é irrigar de sangue a maior parte do septo interventricular, as paredes anterior, lateral e apical do ventrículo esquerdo, a maior parte dos nódulos de Tawara e o músculo papilar anterior da válvula bicúspide. Também proporciona circulação colateral para o ventrículo direito anterior, para a parte posterior do septo interventricular e para a artéria descendente posterior.